# MTV Europe Music Awards de 2018
O MTV Europe Music Awards de 2018 ocorreu em 4 de novembro de 2018, na Bizkaia Arena, em Baracaldo, perto de Bilbau, País Basco, Espanha. A premiação, transmitida ao vivo pelas redes de TV MTV e Channel 5, foi apresentada pela atriz e cantora norte-americana Hailee Steinfeld. Esta foi a terceira vez que a Espanha sediou a premiação.
A cantora norte-americana Camila Cabello foi a artista com o maior número de indicações, com um total de seis, seguida por Ariana Grande e Post Malone, que foram indicados a cinco prêmios cada. Cabello ganhou quatro prêmios, tornando-se a artista mais premiada da noite.
Em associação com o EMA, foi organizado um evento chamado MTV Music Week, que acontece de 29 de outubro a 3 de novembro, em diferentes locais da província de Biscaia. Seu principal show, parte da série MTV World Stage, foi realizado no Estádio de San Mamés, em 3 de novembro, com participação das bandas Muse e Crystal Fighters.

## Apresentações
| Artista(s)                            | Canção(ões)                     | Apresentado por           |
| Pré-show                              | Pré-show                        | Pré-show                  |
| ------------------------------------- | ------------------------------- | ------------------------- |
| Sofía Reyes                           | "1, 2, 3"                       | —                         |
| Premiação                             |                                 |                           |
| Nicki Minaj Little Mix                | "Good Form" "Woman Like Me"     | —                         |
| Panic! At The Disco                   | "High Hopes"                    | Hailee Steinfeld          |
| Rosalía                               | "De Aquí No Sales" "Malamente"  | Hailee Steinfeld Dua Lipa |
| Hailee Steinfeld                      | "Back to Life"                  | —                         |
| Muse                                  | "Pressure"                      | Terry Crews               |
| Janet Jackson                         | "Made for Now"                  | Hailee Steinfeld          |
| Bebe Rexha                            | "I'm a Mess"                    | —                         |
| Halsey                                | "Without Me"                    | Hailee Steinfeld          |
| Jason Derulo David Guetta Nicki Minaj | "Goodbye"                       | Hailee Steinfeld          |
| Alessia Cara                          | "Trust My Lonely"               | Hailee Steinfeld          |
| Jack & Jack                           | "No One Compares to You" "Rise" | Hailee Steinfeld          |
| Marshmello Anne-Marie Bastille        | "Friends" "Happier"             | Hailee Steinfeld          |

Notas
1. ↑  Filmado no Estádio de San Mamés, em Bilbau, Espanha.
2. ↑  Contém excertos de "Rhythm Nation" e "All For You".

## Vencedores e indicados
| Melhor Canção (apresentado por Debby Ryan) | Melhor Video (apresentado por Jourdan Dunn e Terry Crews) |
| --- | --- |
| - Camila Cabello (com part. de Young Thug) — "Havana" - Ariana Grande — "No Tears Left to Cry" - Bebe Rexha (com part. de Florida Georgia Line) — "Meant to Be" - Drake – "God's Plan" - Post Malone (com part. de 21 Savage) — "Rockstar" | - Camila Cabello (com part. de Young Thug) — "Havana" - Ariana Grande — "No Tears Left to Cry" - Childish Gambino — "This Is America" - Lil Dicky (com part. de Chris Brown) – "Freaky Friday" - The Carters — "APESHIT" |
| Melhor Artista (apresentado por Michael Peña e Diego Luna) | Artista Revelação |
| - Camila Cabello - Ariana Grande - Drake - Dua Lipa - Post Malone | - Cardi B - Anne-Marie - Bazzi - Hayley Kiyoko - Jessie Reyez |
| Melhor Artista de Pop (apresentado por Ashlee Simpson e Evan Ross) | Melhor Artista de Hip-Hop (apresentado por Anitta e Sofía Reyes) |
| - Dua Lipa - Ariana Grande - Camila Cabello - Hailee Steinfeld - Shawn Mendes | - Nicki Minaj - Drake - Eminem - Migos - Travis Scott |
| Melhor Artista de Rock | Melhor Artista Alternativo (apresentado por Hailee Steinfeld) |
| - 5 Seconds of Summer - Foo Fighters - Imagine Dragons - Muse - U2 | - Panic! at the Disco - Fall Out Boy - The 1975 - Thirty Seconds to Mars - Twenty One Pilots |
| Melhor Artista de Musica Eletrônica (apresentado por Lindsay Lohan) | Melhor Artista ao Vivo (apresentado por P. Diddy e Mase) |
| - Marshmello - Calvin Harris - David Guetta - Martin Garrix - The Chainsmokers | - Shawn Mendes - Ed Sheeran - Muse - P!nk - The Carters |
| Melhor Artista Push | Melhor World Stage |
| - Grace VanderWaal - PRETTYMUCH - Why Don't We - Bishop Briggs - Superorganism - Jessie Reyez - Hayley Kiyoko - Lil Xan - Sigrid - Chloe x Halle - Bazzi - Jorja Smith                                                                     | - Alessia Cara - Clean Bandit - Charli XCX - David Guetta - Jason Derulo - Post Malone - Migos - J. Cole - Nick Jonas |
| Melhor Visual | Maiores Fãs |
| - Nicki Minaj - Cardi B - Dua Lipa - Migos - Post Malone | - BTS - Camila Cabello - Selena Gomez - Shawn Mendes - Taylor Swift |
| Generation Change | Ícone Global (apresentado por Camila Cabello e Jason Derulo) |
| - Sonita Alizadeh - Hauwa Ojeifo - Xiuhtezcatl "X" Martinez - Mohamad Al Jounde - Ellen Jones | Janet Jackson |

## Vencedores e indicados regionais

#### Europa
| Melhor Artista: Reino Unido e Irlanda                                            | Melhor Artista Dinamarquês                                                |
| -------------------------------------------------------------------------------- | ------------------------------------------------------------------------- |
| - Little Mix - Anne-Marie - George Ezra - Stormzy - Dua Lipa                     | - Scarlett Pleasure - Soleima - Skinz - Bro - Sivas                       |
| Melhor Artista Finlandês                                                         | Melhor Artista Norueguês                                                  |
| - JVG - SANNI - Evelina - Mikael Gabriel - Nikke Ankara                          | - Alan Walker - Kygo - Astrid S - Sigrid - Tungevaag & Raaban             |
| Melhor Artista Sueco                                                             | Melhor Artista Alemão                                                     |
| - Avicii - Axwell & Ingrosso - Benjamin Ingrosso - Felix Sandman - First Aid Kit | - Mike Singer - Bausa - Feine Sahne Fischfilet - Namika - Samy Deluxe     |
| Melhor Artista Neerlandês                                                        | Melhor Artista Belga                                                      |
| - $hirak - Maan - Ronnie Flex - Naaz - Bizzey                                    | - Dimitri Vegas & LIke Mike - Emma Bale - Angèle - Warhola - DVTCH NORRIS |
| Melhor Artista Suíço                                                             | Melhor Artista Francês                                                    |
| - Loco Escrito - Zibbz - Lo & Leduc - Hecht - Pronto                             | - BigFlo & Oli - Louane - Dadju - Vianney - OrelSan                       |
| Melhor Artista Italiano                                                          | Melhor Artista Espanhol                                                   |
| - Annalisa - Ghali - Calcutta - Liberato - SHADE                                 | - Viva Suecia - Belako - Brisa Fenoy - Love of Lesbian - Rosalía          |
| Melhor Artista Português                                                         | Melhor Artista Polonês                                                    |
| - Diogo Piçarra - Bárbara Bandeira - Blaya - Carolina Deslandes - Bispo          | - Margaret - Brodka - Dawid Podsiadło - Natalia Nykiel - Taconafide       |
| Melhor Artista Russo                                                             | Melhor Artista Húngaro                                                    |
| - Jah Khalib - Eldzhey - PHARAOH - Monetochka - WE                               | - Follow The Flow - Margaret Island - Wellhello - Caramel - Halott Pénz   |
| Melhor Artista Israelita                                                         |                                                                           |
| - Jah Khalib - Eldzhey - PHARAOH - Monetochka - WE                               |                                                                           |

#### África
| Melhor Artista Africano                                                          |
| -------------------------------------------------------------------------------- |
| - Tiwa Savage - Shekhinah - Nyashinski - Fally Ipupa - Davido - Distruction Boyz |

#### Ásia
| Melhor Artista Indiano                                                                                              | Melhor Artista Japonês                                                                       |
| --- | -------------------------------------------------------------------------------------------- |
| - Big Ri and Meba Ofilia - Raja Kumari com participação de Divine - Monica Dogra & Curtain Blue - Skyharbor - Nikhi | - Little Glee Monster - Daoko - Glim Spanky - Wednesday Campanella - Yahyel                  |
| Melhor Artista Coreano                                                                                              | Melhor Artista Sudeste Asiático                                                              |
| - Loona - Cosmic Girls - (G)I-DLE - Golden Child - Pentagon                                                         | - Joe Flizzow - The Sam Willows - Slot Machine - Minh Hang - IV of Spades - Twopee Southside |
| Melhor Artista: Grande China                                                                                        |                                                                                              |
| - Loura Lou - Stringer Zhang - Silence Wang - Lala Hsu\|LaLa Hsu - Alex To                                          |                                                                                              |

#### Austrália e Nova Zelândia
| Melhor Artista Australiano                                       | Melhor Artista Neozelandês                                 |
| ---------------------------------------------------------------- | ---------------------------------------------------------- |
| - Tkay Maidza - Amy Shark - Dean Lewis - Peking Duk - The Rubens | - Mitch James - Stan Walker - Kimbra - Robinson - Thomston |

#### Américas
| Melhor Artista Brasileiro                                        | Melhor Artista: América Latina - Norte                                     |
| ---------------------------------------------------------------- | -------------------------------------------------------------------------- |
| - Anitta - Alok - Ludmilla - Nego do Borel - Pabllo Vittar       | - Ha*Ash - Mon Laferte - Sofía Reyes - Reik - Molotov                      |
| Melhor Artista: América Latina - Centro                          | Melhor Artista: América Latina - Sul                                       |
| - Sebastián Yatra - J Balvin - Karol G - Maluma - Manuel Turizo  | - Lali - Duki - Los Auténticos Decadentes - Paulo Londra - TINI            |
| Melhor Artista Canadense                                         | Melhor Artista Estadunidense                                               |
| - Shawn Mendes - Drake - The Weeknd - Alessia Cara - Arcade Fire | - Camila Cabello - Ariana Grande - Cardi B - Post Malone - Imagine Dragons |